# Delean, Sofia
Delean (în bulgară Делян) este un sat în comuna Bojuriște, regiunea Sofia,  Bulgaria. 

## Demografie
Componența etnică a satului Delean
     Nicio identificare (100%)
     Altele (0%)
La recensământul din 2011, populația satului Delean era de 23 locuitori. . Pentru 100,0% din locuitori nu este cunoscută apartenența etnică.